# Lomatia lepida
Lomatia lepida är en tvåvingeart som beskrevs av Austen 1937. Lomatia lepida ingår i släktet Lomatia och familjen svävflugor.
Artens utbredningsområde är Israel. Inga underarter finns listade i Catalogue of Life.